# Vogon
I Vogon sono una specie aliena presente nella serie di romanzi di fantascienza Guida galattica per gli autostoppisti, nata nel 1978, dello scrittore britannico Douglas Adams, nonché nella miniserie televisiva del 1981 e del film del 2005 a tali romanzi ispirate.
I Vogon sono descritti come burocrati rozzi, ottusi, antipatici, facili ad arrabbiarsi e del tutto incapaci di relazionarsi con altre specie senza reciproco disprezzo, e più sgradevoli di un incidente stradale; la loro specie è sopravvissuta solo grazie alla loro ostinazione (adattando il loro fegato dispeptico a cervello) giacché l'evoluzione, «disgustata» dalla comparsa del primo esponente di tale specie su Vogsphere (il loro pianeta natale), non le ha permesso di evolvere ulteriormente.
(La descrizione dei Vogon fornita dalla guida galattica nel film Guida galattica per autostoppisti del 2005.)
La loro poesia è al terzo posto tra quelle peggiori dell'universo e il suo ascolto può provocare gravi danni fisici e mentali giacché i Vogon la usano come strumento di tortura applicando al corpo dei malcapitati dispositivi elettronici atti a «dare risalto maggiore all'esperienza poetica». Nel primo romanzo della serie la sua origine è spiegata come un fallimentare tentativo dei Vogon di avvicinarsi al livello culturale delle altre specie senzienti.
La maggior parte dei Vogon è impiegata negli uffici della burocrazia galattica e nella Flotta costruzioni Vogon, un lavoro che permette loro di vivere una vita socialmente accettabile pur seminando distruzione nell'universo. Il lettore infatti, nelle prime pagine della Guida galattica, incontra i Vogon allorché essi si apprestano a distruggere la Terra per permettere il passaggio di una superstrada iperspaziale, salvo che l'operazione si rivelerà inutile in quanto il progetto è stato nel frattempo abortito, ma la comunicazione non è loro giunta per via della burocrazia imperante pure nel resto dell'universo.
Il comandante della flotta è il «prostetnico» Vogon Jeltz, autore di un famoso poema, citato in uno dei libri della serie. Durante le discussioni, il loro motto preferito è «Resistere è inutile!», a cui si richiama quello analogo, che gli autori di Star Trek: The Next Generation (1987) hanno attribuito ai Borg («La resistenza è inutile»).